# Liga dos Campeões da CAF de 2004
A Liga dos Campeões da CAF de 2004 foi a 40ª edição desta competição anual de futebol da qual participam os clubes dos países filiados à CAF.
O Enyimba, da Nigéria, se consagrou como bicampeão do continente africano.

## Equipes classificadas
Os doze principais países (no cenário futebolístico africano) passaram a possuir, a partir desta temporada, uma vaga extra para suas equipes disputarem esta competição.
| Pais                           | Equipe                                |
| ------------------------------ | ------------------------------------- |
| África do Sul                  | - Supersport United - Orlando Pirates |
| Angola                         | - Petro Atlético - ASA                |
| Camarões                       | - Canon Yaoundé - Coton Sport         |
| Costa do Marfim                | - Africa Sports - ASEC Mimosas        |
| Egito                          | - Al Ahly - Zamalek                   |
| Gana                           | - Asante Kotoko - Hearts of Oak       |
| Marrocos                       | - Hassania Agadir - Raja Casablanca   |
| Nigéria                        | - Enyimba - Julius Berger             |
| República Democrática do Congo | - AS Vita Club - SC Cilu              |
| Senegal                        | - ASC Diaraf - Jeanne d'Arc           |
| Tunísia                        | - Etoile du Sahel - Espérance         |
| Argélia                        | - USM Alger                           |
| Benim                          | - Dragons de I'Ouémé                  |
| Burquina Fasso                 | - ASFA Yennenga                       |
| Etiópia                        | - Saint George SC                     |
| Eritreia                       | - Anseba SC                           |
| Gabão                          | - US Bitam                            |
| Gâmbia                         | - Armed Forces                        |
| Guiné                          | - ASFAG                               |
| Guiné Equatorial               | - Atlético Malabo                     |
| Lesoto                         | - Matlama FC                          |
| Líbia                          | - Al Ittihad                          |
| Mauritânia                     | - ASC Nasr de Sebkha                  |
| Ilhas Maurícias                | - AS Port-Louis 2000                  |
| Madagáscar                     | - Ecoredipharm                        |
| Mali                           | - Stade Malien                        |
| Malawi                         | - Big Bullets                         |
| Moçambique                     | - CD Maxaquene                        |
| Namíbia                        | - FC Civics                           |
| Níger                          | - Sahel SC                            |
| Quênia                         | - Ulinzi Stars                        |
| República Centro-Africana      | - AS Tempête Mocaf                    |
| República do Congo             | - Saint Michel de Ouenzé              |
| Ruanda                         | - APR FC                              |
| Reunião                        | - US Stade Tamponnaise                |
| Seicheles                      | - St Michel United                    |
| Sudão                          | - Al Hilal Omdurman                   |
| Tanzânia                       | - Simba SC                            |
| Togo                           | - AS Douanes                          |
| Uganda                         | - Villa SC                            |
| Zâmbia                         | - Zanaco FC                           |
| Zimbabwe                       | - Amazulu                             |

## Fases preliminares

### Rodada preliminar
| Equipe 1             | Total | Equipe 2           | 1.º jogo | 2.º jogo |
| -------------------- | ----- | ------------------ | -------- | -------- |
| US Stade Tamponnaise | w/o   | Port-Louis 2000    | 1        |          |
| Supersport United    | 6–0   | FC Civics          | 5–0      | 1–0      |
| Saint George         | 2–3   | Al-Hilal           | 1–2      | 1–1      |
| Ecoredipharm         | 0–2   | St Michel United   | 0–0      | 0–2      |
| Matlama              | 0–7   | Orlando Pirates    | 0–3      | 0–4      |
| Simba                | 2–3   | Zanaco             | 1–0      | 1–3      |
| Big Bullets          | 2–1   | Villa              | 2–1      | 0–0      |
| APR                  | 11–3  | Anseba S.C.        | 7–1      | 4–2      |
| Dragons              | 1–1   | Douane (g.f)       | 1–1      | 0–0      |
| Al Ittihad           | 1–2   | Sahel              | 1–0      | 0–2      |
| (p) Saint Michel     | 2–2   | Bitam              | 2–0      | 0–2      |
| Yennenga             | 3–2   | Julius Berger      | 3–2      | 0–0      |
| Asante Kotoko        | w/o   | Tempête Mocaf      | 2        | -        |
| Armed Forces         | 0–6   | Jeanne d'Arc       | 0–3      | 0–3      |
| Vita                 | w/o   | Ulinzi Stars       | 2        | -        |
| Stade Malien         | 0–2   | Hearts of Oak      | 0–0      | 0–2      |
| ASA                  | 2–1   | Cilu               | 1–1      | 1–0      |
| Hassania Agadir      | 10–0  | ASC Nasr de Sebkha | 7–0      | 3–03     |
| ASFAG                | 1–3   | Diaraf             | 0–1      | 1–2      |
| Amazulu              | 7–4   | Maxaquene          | 3–1      | 4–3      |
| Petro Atlético       | 6–2   | Atlético Malabo    | 3–1      | 3–1      |

Convenções:
1 O US Stade Tamponnaise recusou-se a participar (o clube foi banido das competições promovidas pela CAF por dois anos e multado em três mil Dólares. 
2 As equipes AS Tempête Mocaf e Ulinzi Stars saíram da competição. 
3 ASC Nasr de Sebkha desistiu de continuar na competição, antes do seu segundo jogo.

### Primeira rodada
| Equipe 1         | Total | Equipe 2            | 1.º jogo | 2.º jogo |
| ---------------- | ----- | ------------------- | -------- | -------- |
| Port-Louis 2000  | 1–3   | Supersport United   | 1–1      | 0–2      |
| Al-Ahly          | 0–1   | Al-Hilal            | 0–1      | 0–0      |
| St Michel United | 3–8   | Orlando Pirates     | 2–3      | 1–5      |
| Zanaco           | 1–1   | Big Bullets (p)     | 0–1      | 1–0      |
| Zamalek          | 4–6   | APR                 | 3–2      | 1–4      |
| Africa Sports    | 5–1   | Douane              | 4–1      | 1–0      |
| Espérance        | 5–0   | Sahel               | 4–0      | 1–0      |
| Coton Sport      | 4–2   | Saint Michel        | 4–1      | 0–1      |
| USM Alger        | 10–3  | Yennenga            | 8–1      | 2–2      |
| Mimosas          | 1–1   | Asante Kotoko (g.f) | 1–1      | 0–0      |
| Raja Casablanca  | 2–2   | Jeanne d'Arc (p)    | 2–0      | 0–2      |
| Canon            | 4–1   | Vita                | 3–0      | 1–1      |
| Hearts of Oak    | 5–2   | ASA                 | 4–1      | 1–1      |
| Etoile du Sahel  | 2–0   | Hassania Agadir     | 2–0      | 0–0      |
| Enyimba          | 3–2   | Diaraf              | 3–0      | 0–2      |
| Amazulu          | 1–2   | Petro Atlético      | 0–0      | 1–2      |

### Segunda rodada
| Equipe 1          | Total | Equipe 2            | 1.º jogo | 2.º jogo |
| ----------------- | ----- | ------------------- | -------- | -------- |
| Supersport United | 2–0   | Al-Hilal            | 2–0      | 0–0      |
| Orlando Pirates   | 2–2   | Big Bullets (g.f)   | 2–1      | 0–1      |
| APR               | 1–1   | Africa Sports (p)   | 1–0      | 0–1      |
| Espérance         | 3–1   | Coton Sport         | 3–0      | 0–1      |
| (p) USM Alger     | 2–2   | Asante Kotoko       | 2–0      | 0–2      |
| Jeanne d'Arc      | 3–2   | Canon               | 2–0      | 1–2      |
| Hearts of Oak     | 1–1   | Etoile du Sahel (p) | 1–0      | 0–1      |
| Enyimba           | 3–2   | Petro Atlético      | 1–1      | 2–1      |

## Fase de grupos
Grupo A
| Time            | J | V | E | D | GP | GC | SG | Pts |
| --------------- | - | - | - | - | -- | -- | -- | --- |
| Étoile du Sahel | 6 | 3 | 2 | 1 | 8  | 5  | +3 | 11  |
| Enyimba         | 6 | 2 | 2 | 2 | 11 | 4  | +7 | 8   |
| Africa Sports   | 6 | 2 | 1 | 3 | 6  | 10 | −4 | 7   |
| Big Bullets     | 6 | 1 | 3 | 2 | 5  | 11 | −6 | 6   |

|                 | EDS | EFC | ASI | BIG |
| --------------- | --- | --- | --- | --- |
| Étoile du Sahel | —   | 1-0 | 2-0 | 1-1 |
| Enyimba         | 1-1 | —   | 0-1 | 6-0 |
| Africa Sports   | 3-2 | 0-3 | —   | 1-1 |
| Big Bullets     | 0-1 | 1-1 | 2-1 | —   |

Grupo B
| Time              | J | V | E | D | GP | GC | SG | Pts |
| ----------------- | - | - | - | - | -- | -- | -- | --- |
| Espérance         | 6 | 4 | 0 | 2 | 12 | 7  | +5 | 12  |
| Jeanne d'Arc      | 6 | 3 | 2 | 1 | 8  | 9  | −1 | 11  |
| USM Alger         | 6 | 2 | 1 | 3 | 8  | 8  | 0  | 7   |
| Supersport United | 6 | 1 | 1 | 4 | 5  | 9  | −4 | 4   |

|                   | EST | JDA | USM | SSU |
| ----------------- | --- | --- | --- | --- |
| Espérance         | —   | 5-0 | 2-1 | 2-0 |
| Jeanne d'Arc      | 2-1 | —   | 2-1 | 2-0 |
| USM Alger         | 3-0 | 1-1 | —   | 2-1 |
| Supersport United | 1-2 | 1-1 | 2-0 | —   |

## Decisões

### Semi-finais
| Equipe 1     | Total | Equipe 2        | 1.º jogo | 2.º jogo |
| ------------ | ----- | --------------- | -------- | -------- |
| Jeanne d'Arc | 2–4   | Etoile du Sahel | 2–1      | 0–3      |
| (p) Enyimba  | 2–2   | Espérance       | 1–1      | 1–1      |

### Finais
| Equipe 1        | Total | Equipe 2    | 1.º jogo | 2.º jogo |
| --------------- | ----- | ----------- | -------- | -------- |
| Etoile du Sahel | 3–3   | Enyimba (p) | 2–1      | 1–2      |

## Campeão
| Liga dos Campeões da CAF 2004 Campeão |
| ------------------------------------- |
| Nigéria                               |
| Enyimba 2º título                     |